# Revizionistický sionismus

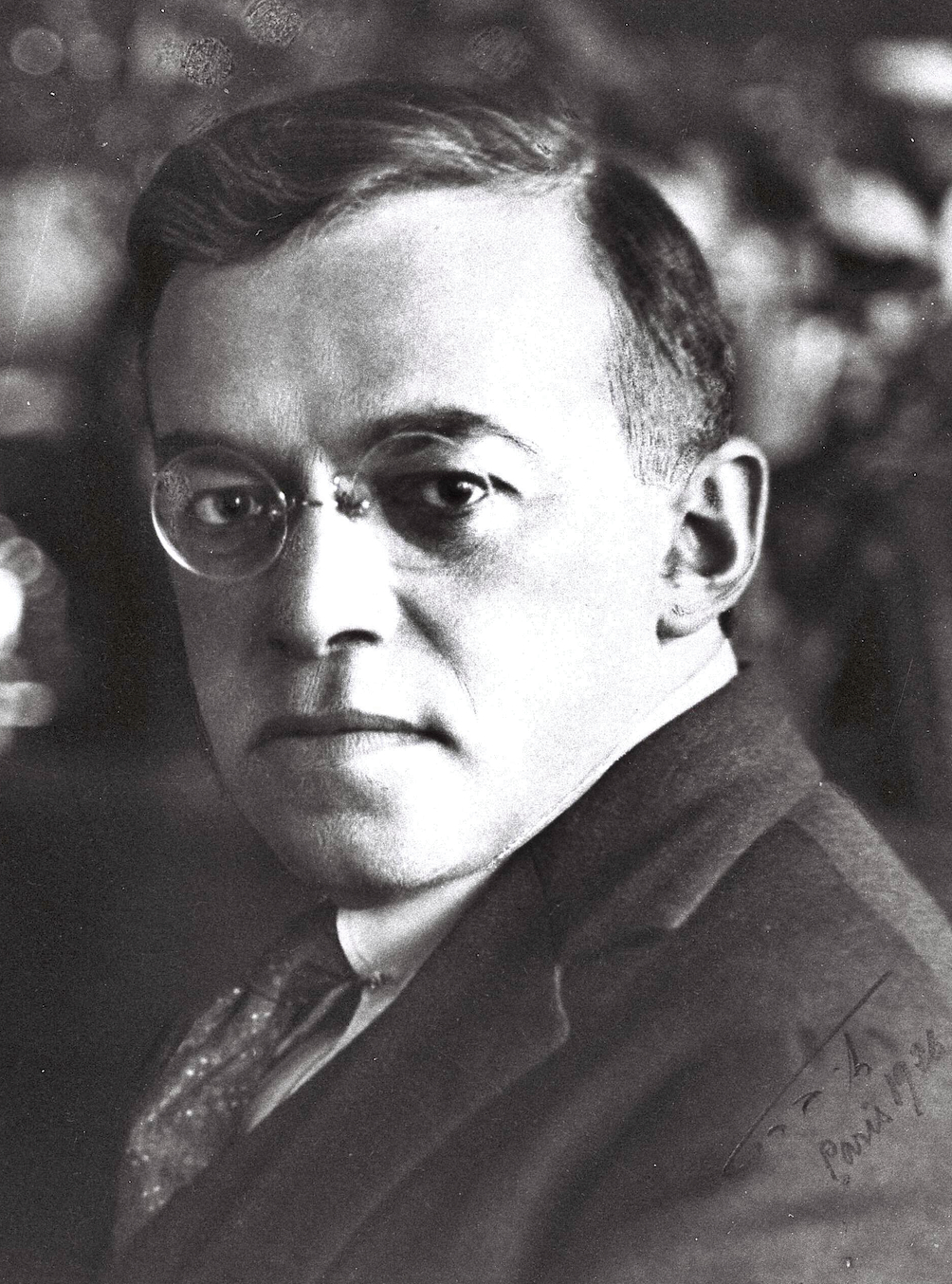
Vladimír „Ze'ev“ Žabotinský, zakladatel revizionistického sionismu

Revizionistický sionismus je nacionalistická větev sionistického hnutí. S touto ideologií přišel Vladimír Žabotinský, který požadoval revizi praktického sionismu Davida Ben Guriona a Chajima Weizmanna, který se zaměřoval na nezávislé osadnictví v Erec Jisra'el. Revizionistický sionismus byl naproti tomu soustředěn na vizi „politického sionismu,“ který Žabotinský považoval jako pokračování v odkazu zakladatele moderního politického sionismu – Theodora Herzla.
V raných letech tohoto hnutí, a pod Žabotinského vedením, se revizionističtí sionisté zaměřovali na získání britské podpory pro osadnictví. Později revizionistické skupiny nezávislé na Žabotinského vedení páchaly teroristické akce proti britským cílům v mandátní Palestině, aby urychlily založení židovského státu.
Během vývoje revizionistického sionismu vzniklo několik uskupení, která sdílela jeho ideologii. Jednalo se například o mládežnickou organizaci Bejtar či o teroristické organizace Irgun a Lechi. Po vzniku Státu Izrael došlo k přetransformování Irgunu v politickou stranu Cherut, která se později přeměnila v uskupení Gachal a nakonec v současnou politickou stranu Likud.
V roce 1934 byl revizionistickým hnutím jako protiváha centristicky a levicově orientované odborové centrály Histadrut založen odborový svaz Histadrut ha-ovdim ha-le'umit.

## Ideologie
Ideologicky revizionistický sionismus obhajoval vytvoření židovského státu na obou stranách řeky Jordán, což by byl stát zahrnující současný Západní břeh Jordánu a celé dnešní Jordánsko, které se v roce 1922 odtrhlo od mandátní Palestiny, v reakci na arabské nepokoje po Balfourově deklaraci. Všechny tři proudy (středový, které obhajoval britskou liberální demokracii a proudy, z nichž později vznikly Irgun a Lechi) podporovaly židovské osídlení na obou stranách řeky (což podporovali i někteří dělničtí sionisté, jako například Ben Gurionova strana Mapaj), ale v mnoha ohledech se však lišili v tom, jak toho má být dosaženo. Žabotinský chtěl v tomto získat podporu od Britů, zatímco Irgun a Lechi chtěli toto území dobýt nezávisle na Britech.